# Круглое (озеро, Кунашир)
Круглое — озеро в Южно-Курильском районе Сахалинской области России, располагается на острове Кунашир. Площадь поверхности — 3,4 км², по другим данным — 3,26 км². Площадь водосборного бассейна — 9,7 км². Размеры озера — 2,5 на 1,7 км, по другим данным — 2,6 на 1,8 км. Средняя глубина — 3,14 м. Максимальная — 5,2 м.
Находится в 2,5 км западнее урочища Круглово (бывшего посёлка) в северной части острова у подножия горы Озёрной. Лежит на Кругловском перешейке, соединяющем основную часть острова с полуостровом Ловцова, на высоте 8 м над уровнем моря. Соединено водотоком с ручьём Озёрным, впадающим в озеро Длинное. Западный берег порос пихтово-еловым лесом. В окрестностях озера произрастает ежеголовник северный.
Северо-восточное Круглого лежит озеро Длинное.

## Данные водного реестра
По данным государственного водного реестра России относится к Амурскому бассейновому округу, речной бассейн — бассейны рек острова Сахалин, водохозяйственный участок — Курильские острова.
Код объекта в государственном водном реестре — 20050000311118300002641.